# Orfebreria románica a Catalunya

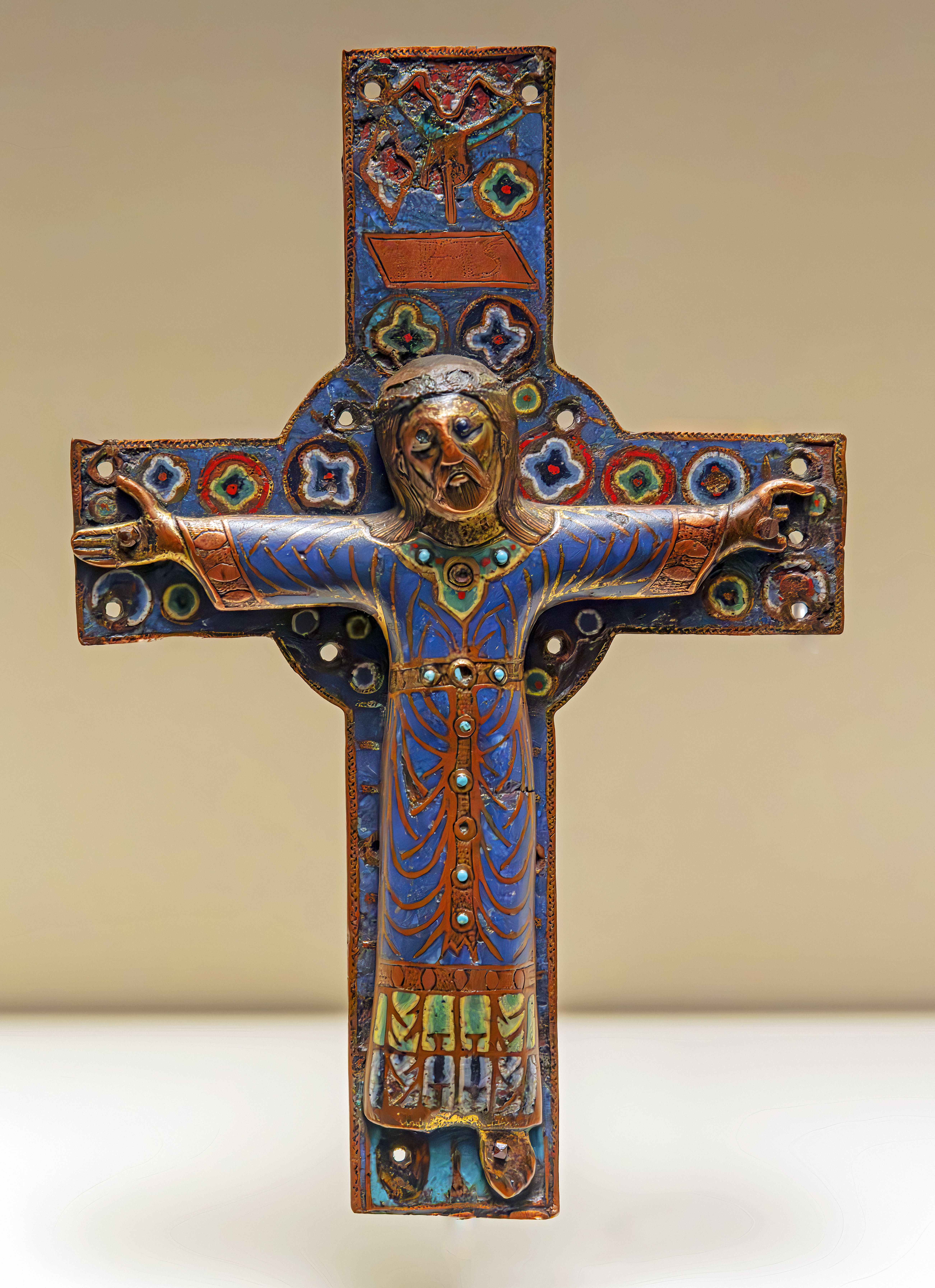
Creu romànica d' orfebreria exposada al Museu Nacional d'Art de Catalunya.

L'orfebreria romànica a Catalunya va ser qualificada a la seva època com un art digne d'admiració. En aquells temps es respectava i estimava als artistes orfebres tant o més que als pintors i als escultors ja que la seva formació professional estava a la mateixa alçada. A més a més aquests artistes treballaven amb un material molt valuós i era de suposar que sabrien manejar-ho amb bon ofici i professionalitat. Poques peces d'orfebreria han resistit el pas del temps. En ser peces moble que es podien endur d'un lloc a un altre o vendre o regalar el seu rastre s'ha perdut en tot aquest trassegament. Tanmateix queda molta documentació en inventaris, donacions, dotacions, compravenda i la seva descripció testimonia la seva existència. Per damunt de tot els llegats testamentaris ofereixen una àmplia informació.
Als inventaris que encara existeixen referents als segles x al xiii es detallen nombroses i riques peces d'orfebreria, la majoria desaparegudes. Fins al moment la més antiga és l'altar portàtil del Monestir de Sant Pere de Roda, trobada amagada en un racó de l'edifici. La datació aproximada és de l'any 1000. És de plata repussada, de treball molt arcaic amb influència de l'art carolingi que s'adapta a un estil propi de la zona. Porta unes inscripcions i està adornada amb motius vegetals sense que quedi un espai per repussar. Es guarda al Museu Nacional d'Art de Catalunya. Les altres peces conservades són ja dels segles xii i xiii i fins i tot del segle xvi en el que moltes obres continuaven sent de tipologia romànica.

## Obres
Es conserven tres creus del segle xii, estant la més antiga la de plata repussada procedent del Monestir de Sant Miquel del Fai a la localitat de Riells del Fai, dintre de l'ajuntament de Bigues; les altres dues són de coure amb or i esmalts. Són obres importants però no procedeixen dels tallers de Llemotges com succeeix amb moltes altres creus inventariades i desaparegudes. Al Museu Nacional d'Art de Catalunya es guarda un copó que va pertànyer a la catedral d'Urgell, obra notable d'importació. També es conserven les cobertes del Missal de Sant Ruf d'Avinyó, que es guardava a l'arxiu capitular de la catedral de Tortosa, d'origen francès; aquestes cobertes estan datades de l'any 1200; són decorades amb plata repussada i esmaltada amb la tècnica de l'esmalt alveolat. S'han pogut conservar així mateix alguns encensers fets en bronze fos i decorats a burí amb ornamentació floral molt estilitzada; l'estudi d'aquestes peces assegura l'existència de diversos tallers durant el segle XII. Als aixovars funeraris d'alguns bisbes s'han trobat calzes sense decoració però amb dissenys molt artístics en plom o amb l'aliatge anomenat peltre. Un d'ells procedeix del sepulcre de Sant Bernat Calvó, mort el 1243.

Col·lecció del MNAC
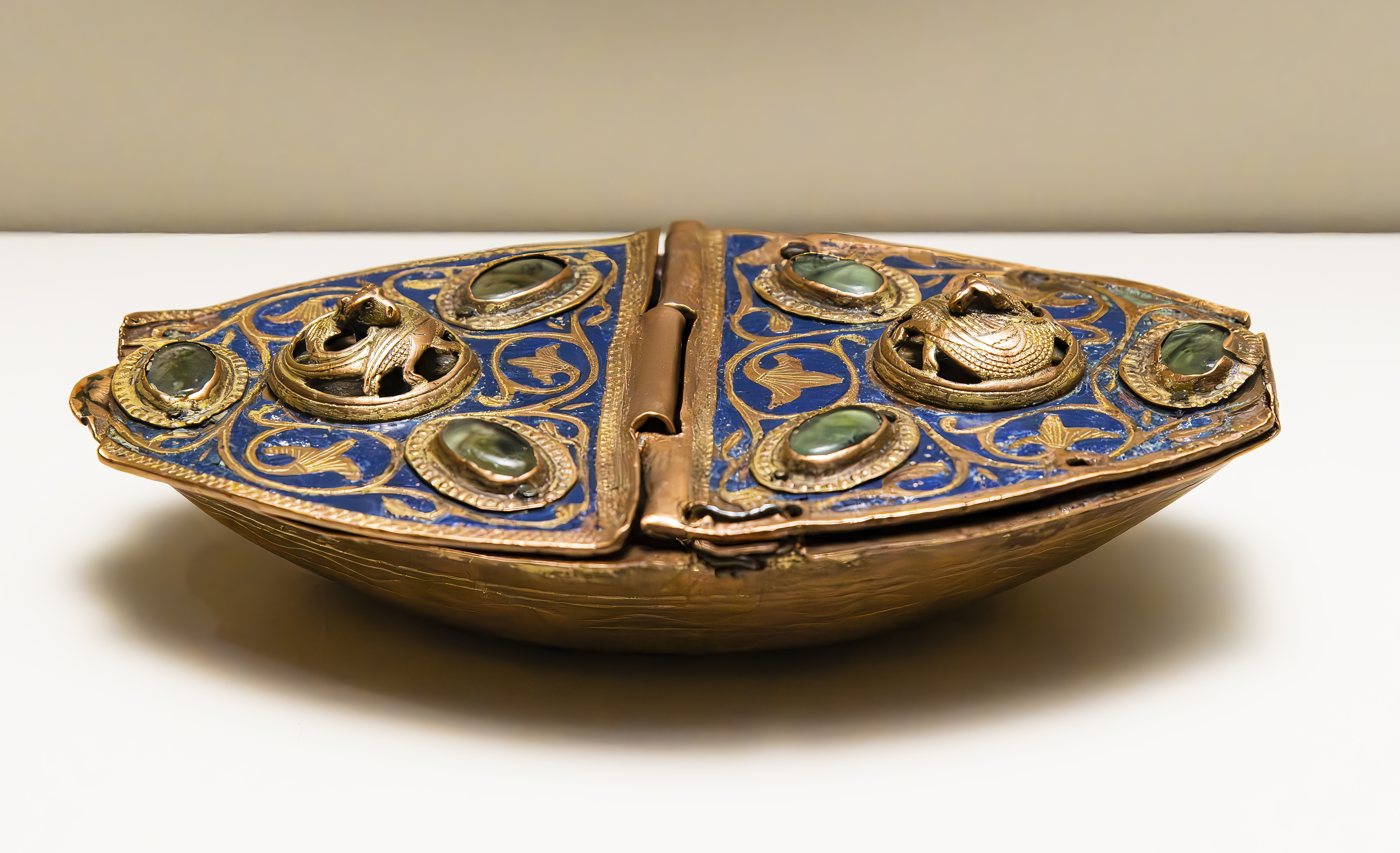
Naveta de Besalú
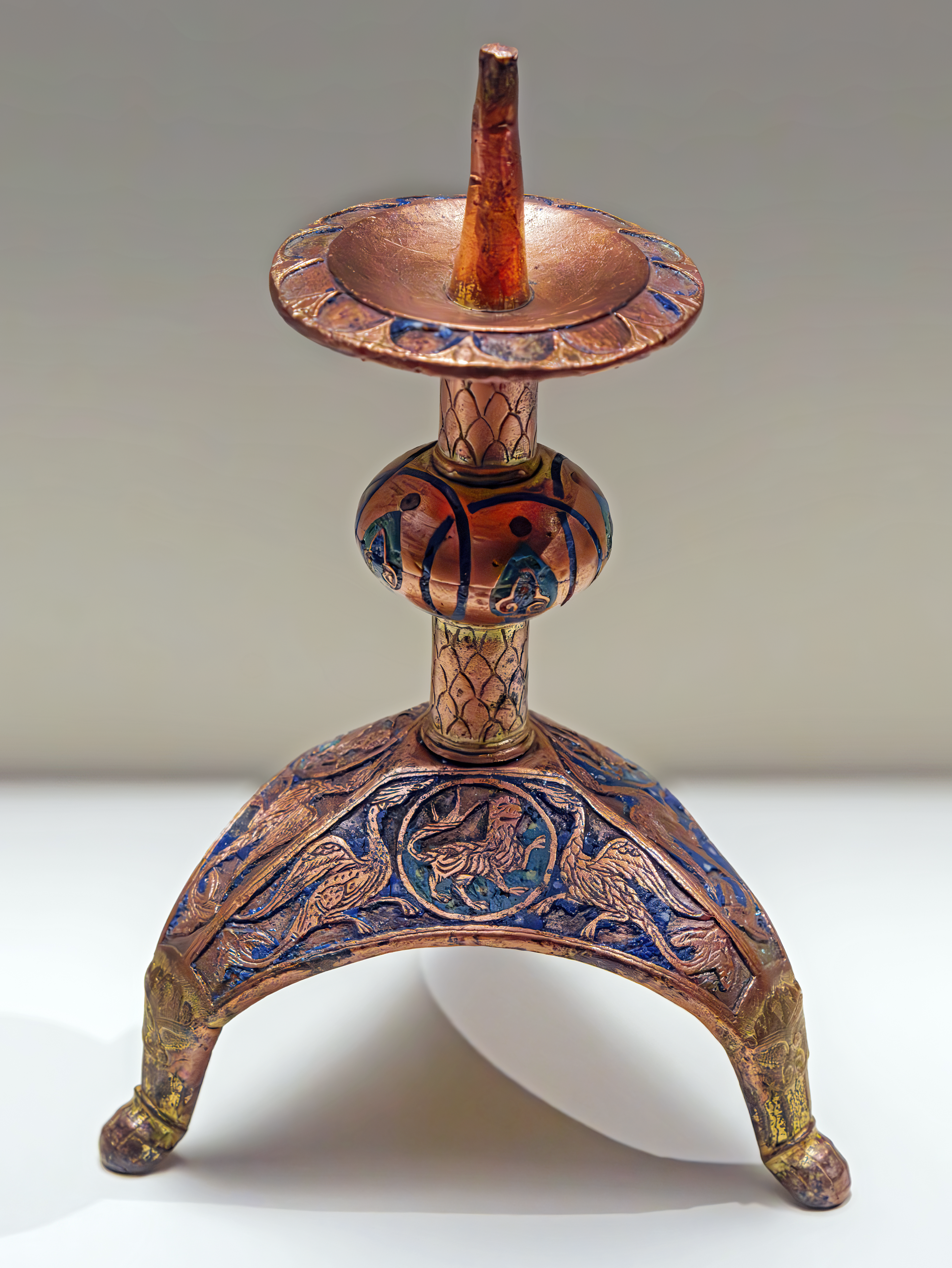
Canelobre
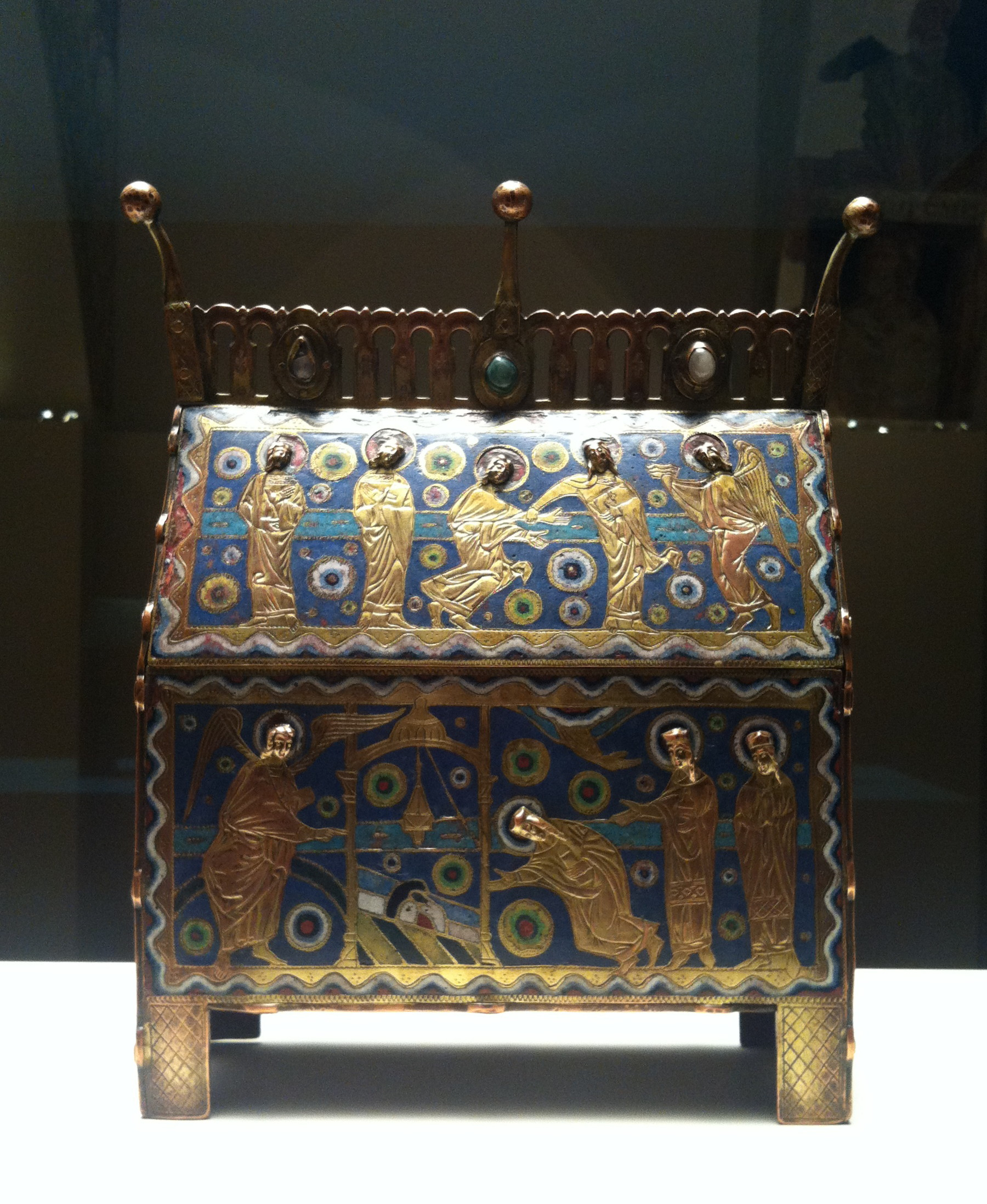
Arqueta de la Resurrecció
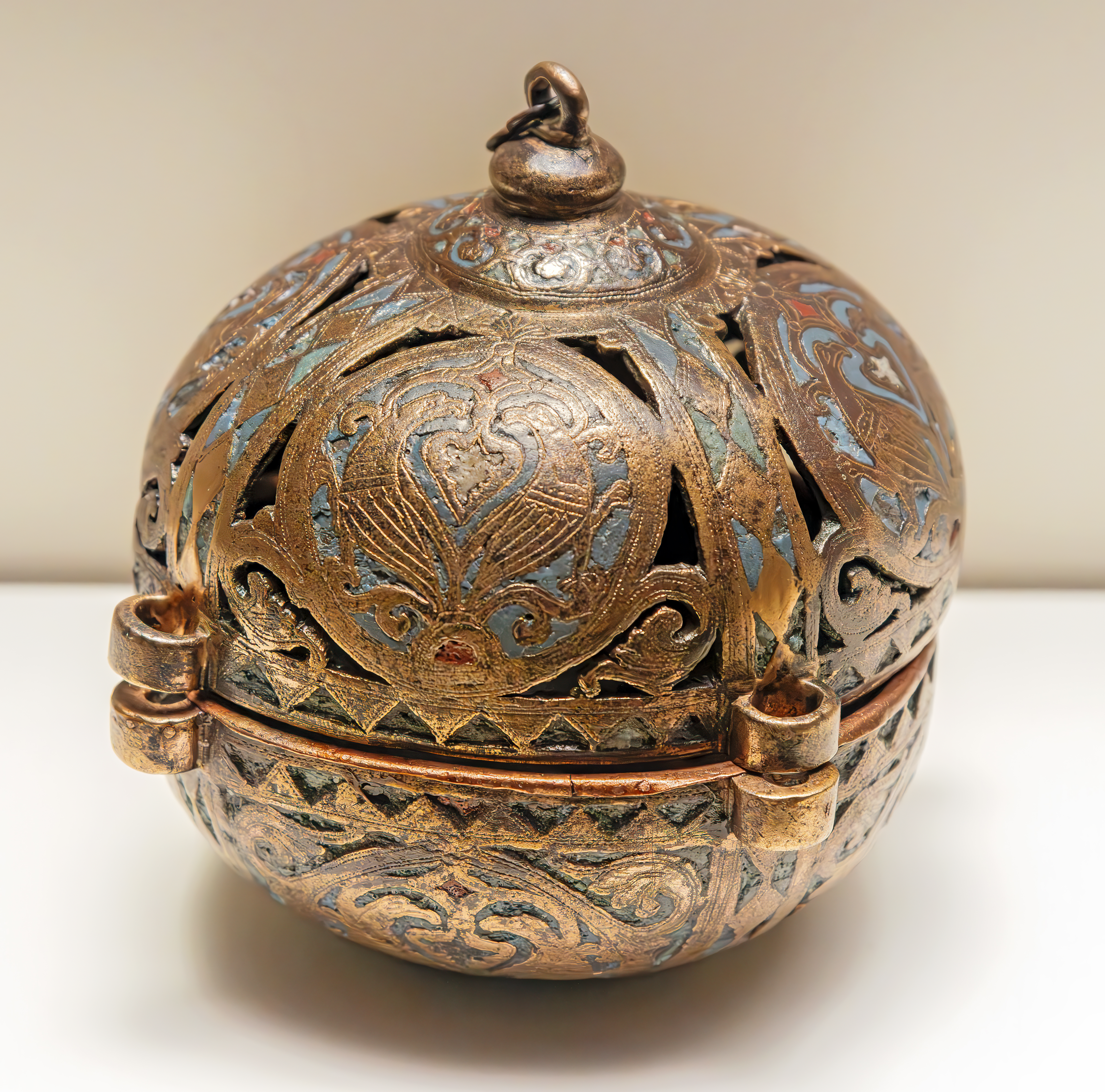
Encenser

Les obres en ferro van tenir una certa importància obrint-se un bon nombre de tallers de farga als voltants dels jaciments de pirita de Catalunya nord, sobretot als estreps pirinencs.
En aquests tallers es forjaven tant armes i eines de treball com peces de decoració i litúrgia. Es conserven alguns canelobres, reixes, ferradures, panys, claus, etc.; a moltes de les portes de les esglésies romàniques de la Vall de Bohí es conserven «in situ» els originals panys, claus, frontisses, etc. procedents d'aquests tallers.

Ferraments romànics
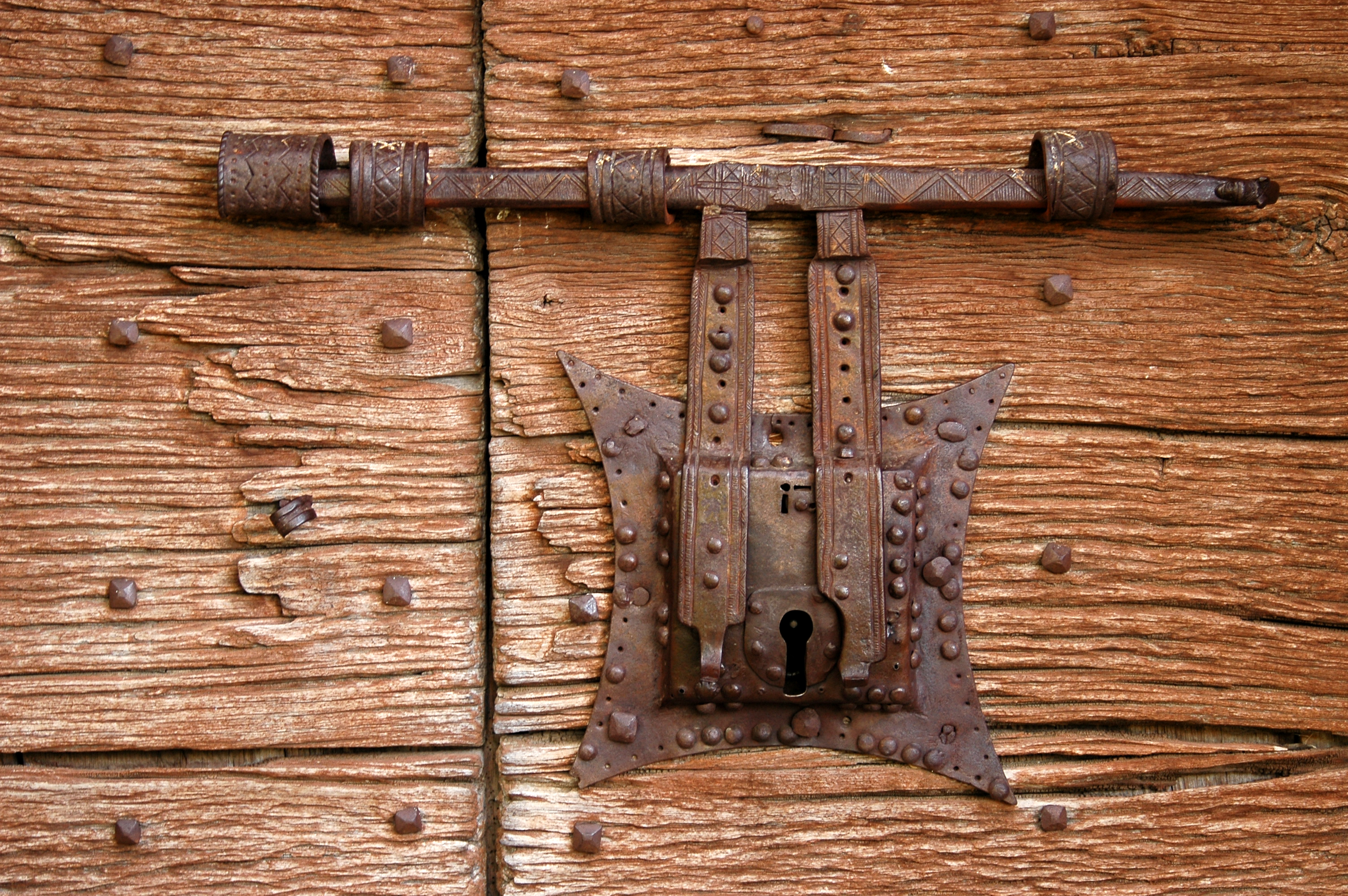
Església de Santa Maria de Cóll
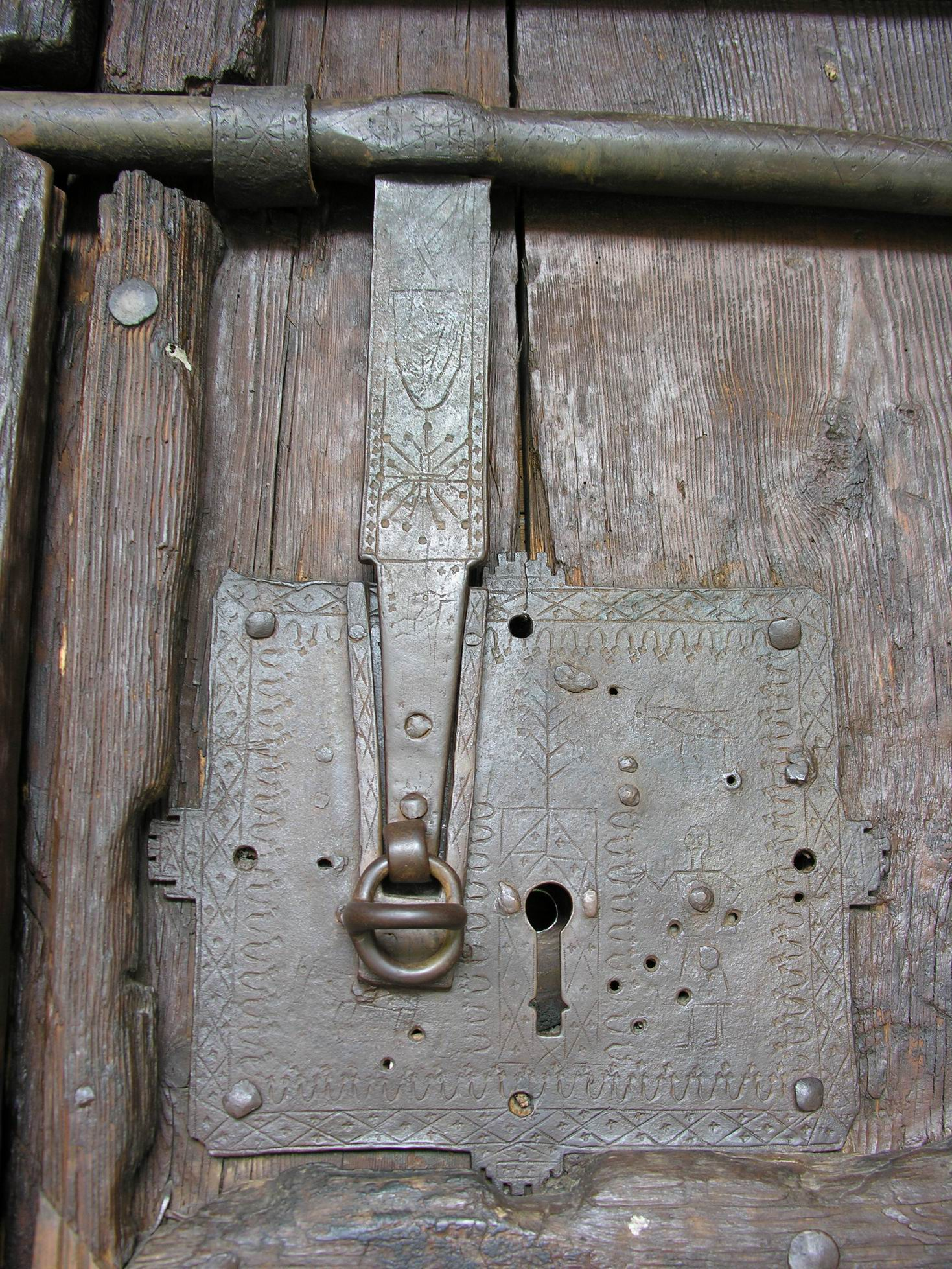
Església de la Nativitat de Durro
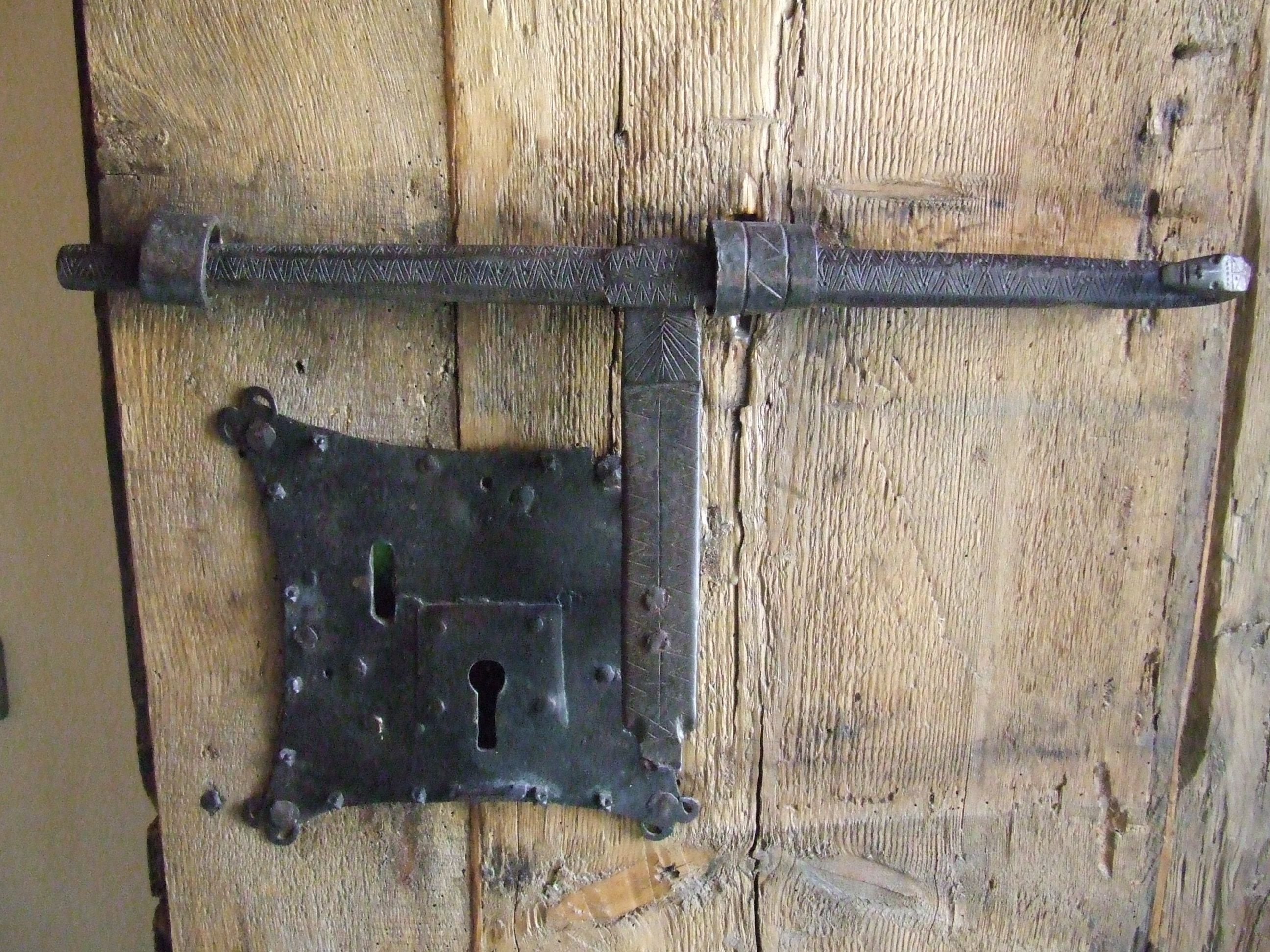
Esglesia de Santa Maria de Cardet